# 阿克托特·賴姆庫洛娃
阿克托特·拉赫馬圖拉耶芙娜·賴姆庫洛娃（羅馬化：Aqtoty Rahmetollaqyzy Raiymqūlova；1964年5月2日—），是一位哈薩克斯坦女性政治人物。她曾經在2016年10月3日至2019年6月17日期間擔任該國文化和體育部副部長，並自2019年6月17升任至文化和體育部部長。

## 早年生活和教育
賴姆庫洛娃於1964年5月2日在蘇聯哈薩克蘇維埃社會主義共和國阿拉木圖（現哈薩克斯坦阿拉木圖）出生，大學時期於庫爾曼加齊阿拉木圖國立音樂學院（現哈薩克國立音樂學院）修讀作曲與鋼琴學系並在1987年順利畢業，其後她於2007年獲得國際商學院（現阿拉木圖管理大學）管理學碩士學位，以及在2010年憑「透過社會和文化領域上改善項目管理當中的組織與經濟機制」（Совершенствование организационно-экономического механизма, управление проектами в социально-культурной сфере）一文獲得俄羅斯聯邦政府轄下國家經濟商業國際學院頒發的工商管理博士學位。

## 仕途
賴姆庫洛娃於1990年同時擔任庫爾曼加齊阿拉木圖國立音樂學院和哈薩克國立女子師範學院（現哈薩克國立女子師範大學）講師職務，一年後改為在阿拉木圖國立音樂學院從事實習助理。後來她留在這所學院長期工作，先後擔任過指揮系主任、副教授、代理教授、社會經濟處副主任、作曲與管弦樂指揮系主任、作曲家和藝術管理處主任以及科學與創作問題處副主任等多個職位。
2014年6月，賴姆庫洛娃離開阿拉木圖國立音樂學院，並加入中央政府出任文化和體育部轄下文化與藝術委員會代理副主席，五個月後升任至文化和體育部文化與藝術處主任，後來她更於2016年10月3日獲政府晉升為文化和體育部副部長。2019年6月17日，哈薩克斯坦第二任總統卡西姆若馬爾特·托卡耶夫簽署第21號總統令，任命賴姆庫洛娃擔任文化和體育部部長，其後托卡耶夫總統在同年10月28日再任命她為總統直屬人權委員會委員。

## 榮譽
賴姆庫洛娃曾經獲得多個獎項和榮譽稱號，包括兩屆全聯盟青年作曲家比賽獎項（1984年和1987年）、五屆（哈薩克斯坦）共和國作曲家比賽獎項（1992年、1995年、1997年、1998年和2000年）、哈薩克斯坦青年聯盟獎（1998年）、哈薩克斯坦文化和信息化部榮譽證書（2004年）、哈薩克斯坦教育和科學部榮譽證書（2009年）、哈薩克斯坦榮譽勞動者（2010年）、第三屆共和國「獨立日」（Тәуелсіздік толғауы）比賽一等獎（2012年）以及哈薩克斯坦共和國高等教育機構最佳老師獎（2013年）等。